# فرودگاه واپناماندا
فرودگاه واپناماندا  (به انگلیسی: Wapenamanda Airport)  یک فرودگاه   با کد یاتا WBM است که یک باند فرود آسفالت دارد و طول باند آن ۱۵۴۰ متر است. این فرودگاه در  کشور پاپوآ گینه نو قرار دارد و در ارتفاع ۱۷۹۵ متری از سطح دریا واقع شده است.